# Chew Your Food
Chew Your Food ist ein Musikalbum von Kirk Knuffke, Lisle Ellis und Kenny Wollesen. Die am 19. März 2009 live im Veranstaltungsort Roulette in New York City entstandenen Aufnahmen erschienen am 1. November 2010 in limitierter Auflage als Langspielplatte sowie als Download auf NoBusiness Records.

## Hintergrund
Nach seinem 2004 entstandenen Debütalbum Quartet Live arbeitete der Trompeter Kirk Knuffke in verschiedenen Duo-, Trio- und Quartett-Konstellationen, u. a. mit Jesse Stacken, Josh Sinton, Reuben Radding und Tomas Fujiwara, schließlich mit Doug Wieselman und mit Kenny Wollesen (Amnesia Brown, 2009) sowie mit Federico Ughi und Chris Welcome (Garden of Gifts, 2009). Die live im Roulette mit dem Schlagzeuger Wollesen und dem Bassisten Lisle Ellis aufgenommenen Kompositionen entstanden mit Unterstützung eines Komponistenstipendiums der Jerome Foundation.

## Titelliste
- Kirk Knuffke, Kenny Wollesen, Lisle Ellis – Chew Your Food (NoBusiness Records NBLP 17)[2]

A1 Chirpy

A2 The Work

A3 Sung The Same

A4 Whatever’s Next

B1 That’s a Shame

B2 Chew Your Food

B3 Motor

B4 Loading

B5 Grummet
Alle Kompositionen stammen von Kirk Knuffke.

## Rezeption
Diese von Trompeter Kirk Knuffke geleitete Session sei mehr als nur ein musikalischer Leckerbissen: Sie könne als ein eindrucksvolles Beispiel für die selbstlose Interaktion eines Trios gelten, schrieb Ken Waxman (JazzWord). Die neun Songs würden nahtlos wie in einer Suite ineinander übergehen. Knuffkes kompositorische und improvisatorische Fähigkeiten kämen hier nicht nur zur Geltung, vielmehr bestätige das Album, dass auch mit nur einer Trompete an vorderster Front reichlich Improvisationsnahrung entstehen könne – solange die klangliche Mahlzeit von anderen Musikern mit der nötigen Würze versehen werde. Mit diesem Trompeter sei Ellis ein sympathetischer Souschef, der mit gitarrenähnlichen Klängen, stetigem Gehen oder perkussiven Schlägen Knuffkes improvisatorische Qualitäten optimal zur Geltung bringe. Ebenso hilfreich sei der Schlagzeuger, der beim rhythmischen Würzen auf eine harte Hand verzichte.